# Val de Livre
Val de Livre is een gemeente in het Franse departement Marne (regio Grand Est). De plaats maakt deel uit van het arrondissement Épernay. Val de Livre is op 1 januari 2016 ontstaan door de fusie van de gemeenten Louvois en Tauxières-Mutry. De gemeente telde 591 inwoners op 1 januari 2022.

## Geografie
De oppervlakte van Val de Livre bedroeg op 1 januari 2022 22,34 vierkante kilometer; de bevolkingsdichtheid was toen 26,5 inwoners per km².

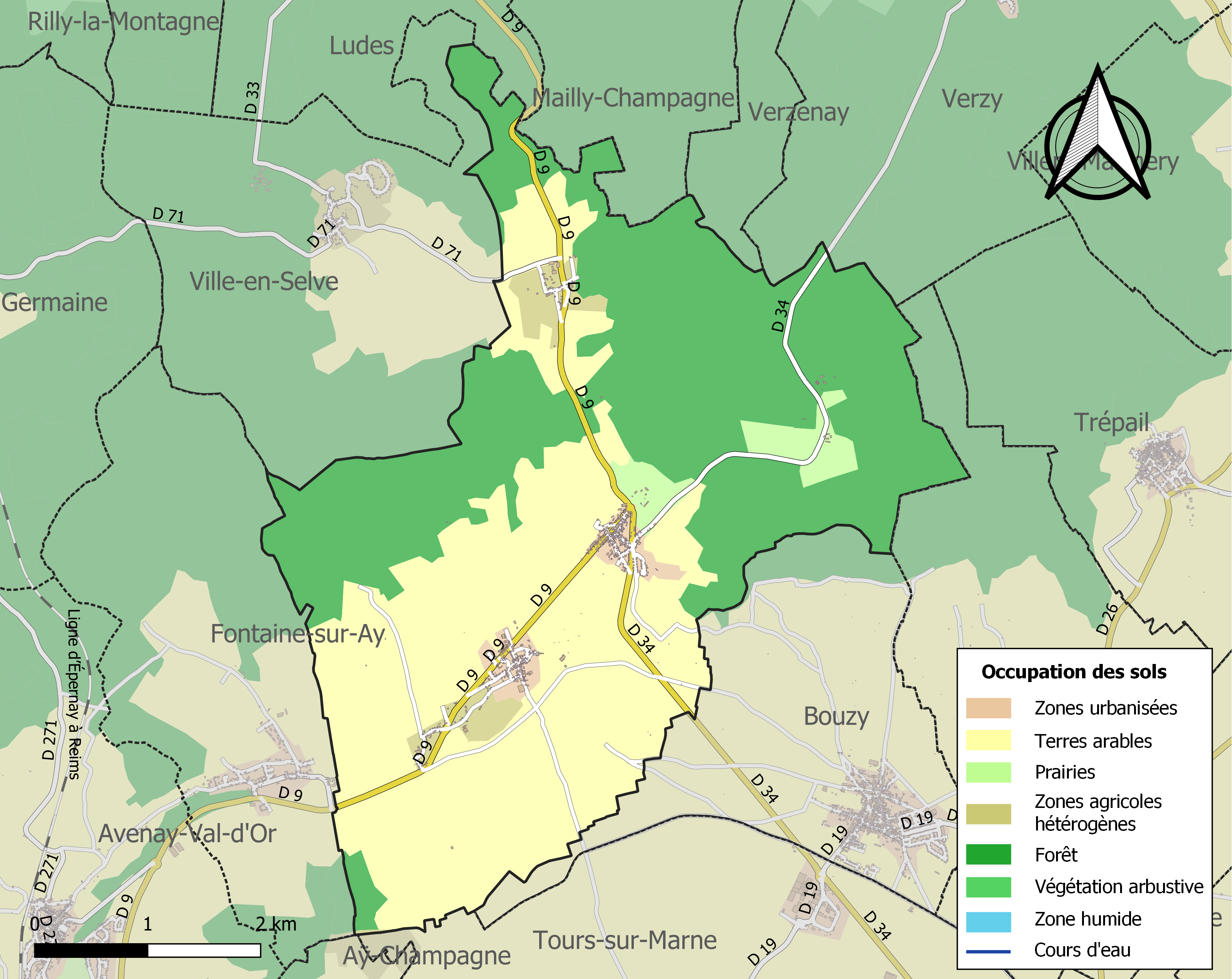
Kaart van de gemeente met de belangrijkste infrastructuur, bodemgebruik en omliggende gemeenten